# Perdasdefogu
Perdasdefogu – miejscowość i gmina we Włoszech, w regionie Sardynia, w prowincji Nuoro.
Według danych na rok 2004 gminę zamieszkiwało 2331 osób, 30,3 os./km². Graniczy z Ballao, Escalaplano, Seui, Ulassai i Villaputzu.